# Nils Holgersson (Schiff, 2022)
Die Nils Holgersson ist eine Ro-Pax-Fähre der Reederei TT-Line. 2022 wurde sie als größte mit Flüssiggas betriebene Fähre der Welt in Dienst gestellt.

## Geschichte
Die TT-Line bestellte die Fähre im Juni 2018 bei der chinesischen Werft Jiangsu Jinling. Dabei wurde die Option vereinbart, das Schiff mit einem für Flüssigerdgas (LNG) geeigneten Antrieb zu bauen. Zudem wurde ein zweiter Neubau optioniert. Nach Erhalt einer Förderung des Bundesministeriums für Verkehr und digitale Infrastruktur wurde die Option auf einen LNG-Antrieb im November 2018 ausgeübt.
Der Bau begann mit dem ersten Stahlschnitt am 19. Dezember 2019. Die Kiellegung fand im Juni 2020 und das Aufschwimmen am 10. November 2020 statt.
Die Nils Holgersson wurde am 7. März 2022 an die TT-Line abgeliefert.
Im Anschluss startete die Überführungsfahrt nach Westeuropa. Am 21. April 2022 lief sie erstmals den Hafen von Travemünde an.
Im November 2022 wurde ihr Schwesterschiff Peter Pan an TT-Line abgeliefert.

## Technische Beschreibung
Das Schiff verfügt über vier Hauptmaschinen mit insgesamt 29.400 kW Leistung. Die beiden Verstellpropeller werden von je einem Motor des Typs MAN 6L51/60DF und einem des Typs MAN 8L51/60DF angetrieben. Zusätzlich wurden drei Bugstrahlruder mit jeweils 2.500 kW Leistung verbaut.
Als Kraftstoff soll vorrangig Flüssigerdgas (LNG) verwendet werden. Es wird in zwei 500 m3 großen Tanks gelagert, die auf Deck 1 untergebracht sind. Sie können das Schiff bis zu 14 Tage mit LNG versorgen. Es kann jedoch auch mit Dieselkraftstoff betrieben werden.
Das Schiff weist 4000 Lademeter Stellfläche für Fahrzeuge auf, die auf vier Decks verteilt ist. Die nutzbare Höhe der Decks beträgt 4,7 m. An Bord stehen 150 Stromanschlüsse für Trailer mit temperaturgeführter Ladung bereit. Die Passagierkapazität beträgt rund 800 Personen.